# Skarby Gwahlura
Skarby Gwahlura (Jewels of Gwahlur) – opowiadanie Roberta E. Howarda z gatunku magii i miecza opublikowane w marcu 1935 roku w czasopiśmie "Weird Tales".
Jest trzynastą częścią cyklu opowiadań fantasy tego autora, których bohaterem jest potężny wojownik ery hyboryjskiej – Conan z Cymerii. Treścią opowiadania jest wyprawa Conana po legendarne klejnoty Gwahlura.

## Opis fabuły
Conan wstępuje na służbę królestwa Keshanu, wsławiając się w walce z sąsiednim państwem Punt. Jego prawdziwym celem jest odkrycie, gdzie władcy Keshanu ukrywają swój legendarny skarb zwany klejonatmi Gwahlura. W tym samym czasie do Keshanu przybywa Stygijczyk Thutmekri jako poseł królestwa Zembabwei. W zamian za pomoc w wojnie z Puntem żąda on kilku klejnotów Gwahlura. Ostatecznie najwyższy kapłan Keshanu, Gorulga stwierdza, że przed podjęciem decyzji należy poznać wolę bogów i wyrusza do prastarej wyroczni w opuszczonym mieście Alkmeenon. Towarzyszy mu zaufany człowiek Thutmekriego, Zargheba. Ich śladem wyrusza Conan.
Bo dotarciu do Alkmeenon Conan odkrywa, że wyrocznią manipulował niegdyś mag Bit-Yakin, który jednak zmarł sto lat temu. Teraz to samo planuje zrobić Zargheba, który w roli wyroczni obsadza swoją niewolnicę Murielę. Okazuje się jednak, że choć Bit-Yakin zmarł, wciąż żyją jego sługi, olbrzymie małpoludy. Z ich rąk ginie najpierw Zargheba, a następnie kapłani Keshanu. Conan zdobywa klejnoty, ale traci je, ratując Murielę. 

## Publikacje
Pierwszy raz opowiadanie Skarby Gwahlura wydrukowane zostało w magazynie Weird Tales, w marcu 1935. W wersji książkowej po raz pierwszy opowiadanie pojawiło się w zbiorku King Conan w 1953.

## Adaptacje
Komiks na podstawie Skarbów Gwahlura ukazał się w 1977 pod tytułem The Fangs of Gwahlur, w ramach serii The Savage Sword of Conan wydawnictwa Marvel Comics. Autorem scenariusza był Roy Thomas, zaś narysował go John Buscema. Ukazał się on także w języku polskim w 1988 pod tytułem Klejnoty Gwahlura. 
Wydawnictwo Dark Horse Comics wydało w 2005 składającą się z trzech zeszytów mini-serię  pod tytułem Conan and the Jewels of Gwahlur, której autorem był P. Craig Russell.